# Раиза II
Раиза II је насеље у Италији у округу Ена, региону Сицилија.
Према процени из 2011. у насељу је живело 35 становника. Насеље се налази на надморској висини од 163 м.